# 7167 Лаупгайм
7167 Лаупгайм (7167 Laupheim) — астероїд головного поясу, відкритий 12 жовтня 1985 року.
Тіссеранів параметр щодо Юпітера — 3,055.